# Presidente del Tribunal Supremo (España)
El presidente del Tribunal Supremo y, a la vez, presidente del Consejo General del Poder Judicial, es la primera autoridad judicial de la Nación y ostenta la representación del Poder Judicial y del órgano de gobierno del mismo, correspondiéndole el tratamiento y los honores inherentes a tal condición. Además, el presidente del Consejo General del Poder Judicial (CGPJ) es la sexta autoridad del país tras el rey, el presidente del Gobierno, los presidentes del Congreso y del Senado y el presidente del Tribunal Constitucional.
El presidente del Tribunal Supremo es nombrado por el rey, a propuesta del Consejo General del Poder Judicial. Su mandato es de cinco años, renovable una vez, y solo puede cesar por término de su mandato, a petición propia o por acuerdo mayoritario del Consejo.
Desde que se estableció el Tribunal Supremo en 1812, cuarenta y ocho personas han ocupado el cargo de presidente. El primero fue Ramón de Posada y Soto (1812-1814). Por su parte, el Consejo General del Poder Judicial se constituyó en 1980, eligiéndose como su presidente a Ángel Escudero del Corral. La actual presidenta es la magistrada del Tribunal Supremo María Isabel Perelló Doménech, siendo además la primera mujer en ocupar el cargo.

## Funciones
Según dispone el artículo 598 de la Ley Orgánica del Poder Judicial, al presidente le corresponde:
- Ostentar la representación del Consejo General del Poder Judicial.
- Convocar y presidir las sesiones del Pleno y de la Comisión Permanente, decidiendo los empates con voto de calidad.
- Fijar el orden del día de las sesiones del Pleno y de la Comisión Permanente.
- Proponer al Pleno y a la Comisión Permanente las cuestiones que estime oportunas en materia de la competencia de éstos.
- Proponer el nombramiento de ponencias para preparar la resolución o despacho de un asunto.
- Autorizar con su firma los acuerdos del Pleno y de la Comisión Permanente.
- Ejercer la superior dirección de las actividades de los órganos técnicos del Consejo General del Poder Judicial.
- Dirigir la comunicación institucional.
- Realizar la propuesta del Magistrado, de las Salas Segunda o Tercera del Tribunal Supremo, competente para conocer de la autorización de las actividades del Centro Nacional de Inteligencia (CNI) que afecten a los derechos fundamentales reconocidos en el artículo 18.2 y 3 de la Constitución, así como del Magistrado de dichas Salas del Tribunal Supremo que le sustituya en caso de vacancia, ausencia o imposibilidad.
- Nombrar y cesar al director del Gabinete de la Presidencia y al director de la Oficina de Comunicación, así como al personal eventual al servicio del presidente.
- Proponer al Pleno el nombramiento del vicepresidente del Tribunal Supremo, del secretario general y del vicesecretario general, así como, en los dos últimos casos, acordar su cese.
- Podrá encargar cometidos a vocales concretos o a grupos de trabajo siempre que este encargo no tenga carácter permanente ni indefinido.

De acuerdo con el artículo 589, también le corresponde:
- Proponer a un vicepresidente del Tribunal Supremo.

### Dependencias
Del presidente del Tribunal Supremo depende un Gabinete de la Presidencia, encabezada por un director de Gabinete que auxiliará al presidente en sus funciones, ejercerá aquellas otras que le encomiende el presidente y dirigirá los Servicios de Secretaría de Presidencia, tanto del Tribunal Supremo como del Consejo General del Poder Judicial.

## Elección
De acuerdo con lo dispuesto en el artículo 586, de la Ley Orgánica del Poder Judicial, para poder ser elegido Presidente del Tribunal Supremo y del Consejo General del Poder Judicial:

Será necesario ser miembro de la carrera judicial con la categoría de Magistrado del Tribunal Supremo y reunir las condiciones exigidas para ser Presidente de Sala del mismo, o bien ser un jurista de reconocida competencia con más de veinticinco años de antigüedad en el ejercicio de su profesión.

El presidente es elegido en el Pleno del Tribunal si este ha obtenido la confianza de tres quintos de los miembros del Pleno. Si este no fuere el caso, se llevaría a cabo una segunda votación entre los dos candidatos más votados en la primera votación y, el que obtuviese más apoyos, es elegido presidente. Una vez elegido, se le comunicará la elección al rey que lo nombrará definitivamente como presidente. Posteriormente, este finalizará la toma de posesión con un juramento ante el monarca.

### Cese
De acuerdo con lo dispuesto en el artículo 588 de la Ley Orgánica del Poder Judicial, el presidente del Tribunal Supremo y del Consejo General del Poder Judicial cesará por las siguientes causas:
1. Por haber expirado el término de su mandato, que se entenderá agotado, en todo caso, en la misma fecha en que concluya el del Consejo por el que hubiere sido elegido.
2. Por renuncia.
3. Por decisión del Pleno del Consejo General del Poder Judicial, a causa de notoria incapacidad o incumplimiento grave de los deberes del cargo, apreciados por tres quintos de sus miembros.

## Lista de presidentes del Tribunal Supremo y CGPJ
Desde 1812 ha habido numerosos presidentes del Tribunal Supremo, sin embargo, el Consejo General del Poder Judicial es mucho más reciente.
Esta es la lista de los presidentes que ha tenido el CGPJ desde su fundación y que a la vez eran presidentes del Supremo
- Federico Carlos Sainz de Robles y Rodríguez (1980-1985).
- Antonio Hernández Gil (1985-1990).
- Pascual Sala Sánchez (1990-1996).
- Francisco Javier Delgado Barrio (1996-2001).
- Francisco José Hernando Santiago (2001-2008).
- Carlos Dívar Blanco (2008- 2012).
- Gonzalo Moliner Tamborero (2012-2013).
- Carlos Lesmes Serrano  (2013-2022).[12][13]
- Francisco Marín Castán (2022-2024). Interino. No fue presidente del CGPJ.[14]
- María Isabel Perelló Doménech (2024-).